# Gewog di Drametse
Il gewog di Drametse è uno dei diciassette raggruppamenti di villaggi del distretto di Mongar, nella regione Orientale, in Bhutan.